# Zdzisław Zajączkowski
Zdzisław Aleksander Zajączkowski, ps. „Cieślak”, „Grzywa”, „Zdzisław Lesiński”, „Orzech” (ur. 20 marca 1894 w Krakowie, zm. 23 listopada 1974 tamże) – pułkownik piechoty Wojska Polskiego, kawaler Orderu Virtuti Militari.

## Życiorys
Zdzisław Aleksander Zajączkowski urodził się 20 marca 1894 w Krakowie, w rodzinie Aleksandra i Marii z Markiewiczów. W rodzinnym mieście ukończył szkołę ludową i wydziałową, a od 1909 uczył się w Seminarium Nauczycielskim Męskim, w którym w 1913 zdał maturę.
Od 1914 był członkiem Polskich Drużyn Strzeleckich, a od sierpnia tego samego roku służył w 5 pułku piechoty Legionów Polskich. W lipcu 1915 został ranny podczas walk pod Urzędowem. Awansował do stopnia sierżanta i w grudniu 1915 został dowódcą plutonu. W tych dwóch formacjach używał pseudonimu „Zdzisław Lesiński”. W 1917 ukończył kurs oficerski 5 pułku piechoty w Ostrowi-Komorowie. W lipcu 1917, po kryzysie przysięgowym, został wcielony do cesarskiej i królewskiej armii i wysłany na front włoski, gdzie dowodził plutonem kolejno w 91 pułku piechoty i 35 pułku piechoty. W maju 1918 zdezerterował i przyjechał do Warszawy. Działał tam w PDS, Pogotowiu Bojowym oraz był instruktorem Milicji Ludowej.
W Wojsku Polskim służył od stycznia 1919. Był przydzielony do 5 pułku piechoty Legionów w którym dowodził kolejno: plutonem, kompanią od kwietnia 1920, batalionem sztabowym od czerwca 1921 i od października 1922 II batalionem. Był dowódcą Grupy „Izabellin” od stycznia do marca 1923, a następnie powrócił do 5 pułku piechoty na stanowisko dowódcy II batalionu w którym był również dowódcą kompanii od lutego 1924. Odkomenderowany w lipcu 1924 do Inspektoratu Armii Nr 1 w Wilnie, ale powrócił ponownie do 5 pułku piechoty w którym dowodził od maja 1925 II batalionem. W grudniu 1925 został przydzielony z Batalionu Szkolnego Piechoty Okręgu Korpusu Nr III do 5 pp Leg. na stanowisko dowódcy I batalionu. Od listopada 1926 pełnił obowiązki kwatermistrza pułku. 21 stycznia 1930 został przeniesiony do 7 pułku piechoty Legionów w Chełmie na stanowisko zastępcy dowódcy pułku. Od 1933 był zastępcą szefa Departamentu Piechoty Ministerstwa Spraw Wojskowych, a w styczniu 1936 został dowódcą 72 pułku piechoty. Dowódca 3 Pułku KOP „Głębokie” od 1938, którym dowodził również w czasie kampanii wrześniowej, uczestnicząc w walkach z Armią Czerwoną 21−23 września 1939 w trójkącie wsi Borowicze–Huziatyn–Nawóz, niedaleko Styru, przez oddziały sowieckie z 87. Dywizji Strzeleckiej kombriga Matykina. Uniknął następnie niewoli sowieckiej i przedostał się do Lwowa.
Od grudnia 1939 w konspiracji w SZP–ZWZ w Warszawie. Po Henryku Józewskim został od stycznia 1940 komendantem Okręgu Warszawa-Miasto ZWZ w stopniu pułkownika pod pseudonimami „Cieślak” i „Grzywa”. Według Jerzego Janusza Tereja „jako zdeklarowany zwolennik sanacji” podjął wówczas próbę „swego rodzaju frondy sanacyjnej w łonie kadry ZWZ” i w rezultacie w marcu (maju?) 1941 przeniesiono go na stanowisko inspektora KG ZWZ-AK. Używał wtedy pseudonimu „Orzech”. Związany z KON, był współorganizatorem i uczestnikiem akcji ekspropriacyjnej na rzecz tej organizacji, dokonanej 13 stycznia 1943 w centrali Banku „Społem” przy ul. Krakowskie Przedmieście 16/18. Przewidywany był w ramach Odtwarzania Sił Zbrojnych na dowódcę 22 Dywizji Piechoty AK w Podokręgu Rzeszów. Tego stanowiska jednak ostatecznie nie objął z powodu zajęcia Przeworska przez Sowietów. Brał udział w powstaniu warszawskim w Zgrupowaniu „Kryska” na Górnym Czerniakowie. Ranny w nogę, przebywał w szpitalach w Warszawie i Milanówku, następnie został ewakuowany do Stryszowa k. Kalwarii Zebrzydowskiej.
Od czerwca do września 1945 przebywał w więzienia mokotowskiego. Od 1945 mieszkał w Krakowie. Prowadził firmę „Spółka Wydawnicza Żurnali i Mód” oraz był członkiem zarządu Spółki z o.o. Transport Towarowy „Ruch”. Od sierpnia 1949 pracował w Państwowym Budownictwie Elektrycznym w Krakowie jako starszy referent. W 1947 był krótko członkiem PPS, z której został usunięty. Od listopada 1948 do stycznia 1949 ponownie przebywał w areszcie Urzędu Bezpieczeństwa. Po raz trzeci został aresztowany 21 września 1950 pod zarzutem współpracy z WiN. 27 sierpnia 1951 został skazany przez Wojskowy Sąd Rejonowy w Krakowie na 6 lat więzienia. Na podstawie amnestii z 22 lutego 1947 wyrok został obniżony do 3 lat więzienia z zaliczeniem aresztu śledczego. Po uprawomocnieniu się wyroku Zajączkowski od 28 października 1951 do 20 października 1953 był więziony w Zakładzie Karnym w Wiśniczu.
Po zwolnieniu z więzienia pracował krótko w Krakowskich Zakładach Wyrobów Rymarskich, a od listopada 1954 w Zakładzie Energetycznym Kraków-Teren, m.in. jako główny magazynier, referent zaopatrzenia i starszy zaopatrzeniowiec. 30 kwietnia 1964 przeszedł na rentę. W dniu 21 listopada 1956 decyzją Prokuratora Generalnego został ułaskawiony.
Był mężem Lucyny z Kościeszów (1903–1991), dzieci nie mieli.
Zmarł w Krakowie. Pochowany na Cmentarzu wojskowym przy ul. Prandoty w Krakowie (kwatera 2 WOJ-zach-1).

## Ordery i odznaczenia
- Krzyż Srebrny Orderu Wojskowego Virtuti Militari (1921)[10]
- Krzyż Niepodległości (13 kwietnia 1931)[11]
- Krzyż Kawalerski Orderu Odrodzenia Polski (10 listopada 1928)[12]
- Krzyż Walecznych (czterokrotnie: po raz 1, 2 i 3 w 1921)[13]
- Złoty Krzyż Zasługi (18 marca 1932)[14]
- Medal 10 Rocznicy Wojny Niepodległościowej (Łotwa)[15]